# Anarchopazifismus

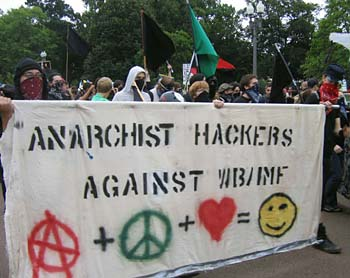
Die Anarchist Hackers bei einer Demonstration in DC 2010. Ein A im Kreis, ein Peace-Zeichen und ein Herz ergeben zusammen einen Smiley.

Anarchopazifismus ist ein aus Anarchismus und Pazifismus zusammengesetzter politisch-ideologischer Begriff, der synonym für anarchistischen Pazifismus steht. Er bezeichnet seit der zweiten Hälfte des 20. Jahrhunderts explizit pazifistische, im engeren Sinn grundsätzlich antimilitaristische und gegenüber Personen gewaltfreie Strömungen des Anarchismus. Diese Strömungen machten seit dem 19. Jahrhundert einen Teil des inhaltlich geführten anarchistischen Diskurses aus, wiewohl der entsprechende Diskurs lange Zeit von spektakulären militanten und gewaltsamen Formen der sozialrevolutionären und anarchistischen Aktion, beispielsweise in Form von meist individuellen politischen Attentaten oder anderen bewaffneten Anschlägen als Propaganda der Tat überlagert wurde.
Im Allgemeinen werden unter Anarchopazifismus herrschafts- und staatsablehnende Vorstellungen und Theorien verstanden, deren Anhänger es ablehnen, bei ihren Aktionen gegen Leib und Leben von Menschen gerichtete Gewalt anzuwenden.
Als wirksame Widerstandsmethoden werden der zivile Ungehorsam, Streiks, Boykott-Aktionen sowie Blockaden und Besetzungen, teilweise auch Sabotageakte gegen Einrichtungen und Gerätschaften wie Kriegswaffen und Militärfahrzeuge propagiert, die nach Auffassung der Anarchopazifisten dazu beitragen, herrschende und unterdrückende Machtverhältnisse und Hierarchien aufrechtzuerhalten.

## Geschichte des pazifistischen Anarchismus
Bereits mit dem Aufkommen der anarchistischen Bewegung beinhaltete sie bedingt durch die Verneinung staatlicher Herrschaft ein pazifistisches Element im Sinne der sich aus dem Selbstverständnis des Anarchismus heraus ergebenden Ablehnung von Kriegen zwischen Staaten und dem Militär als Herrschafts- und Unterdrückungsinstrument.
Im umfassenderen Sinn gewaltablehnende Vorstellungen von Anarchismus wurden schon im 19. Jahrhundert – zumindest in Ansätzen – von verschiedenen bekannten Anarchisten vertreten: So etwa vom russischen Naturwissenschaftler und Begründer des kommunistischen Anarchismus Peter Kropotkin. Einer der radikalpazifistischen Verfechter eines stark religiös und spirituell inspirierten Anarchismus war in seinen späten Jahren der russische Schriftsteller Leo Tolstoi.

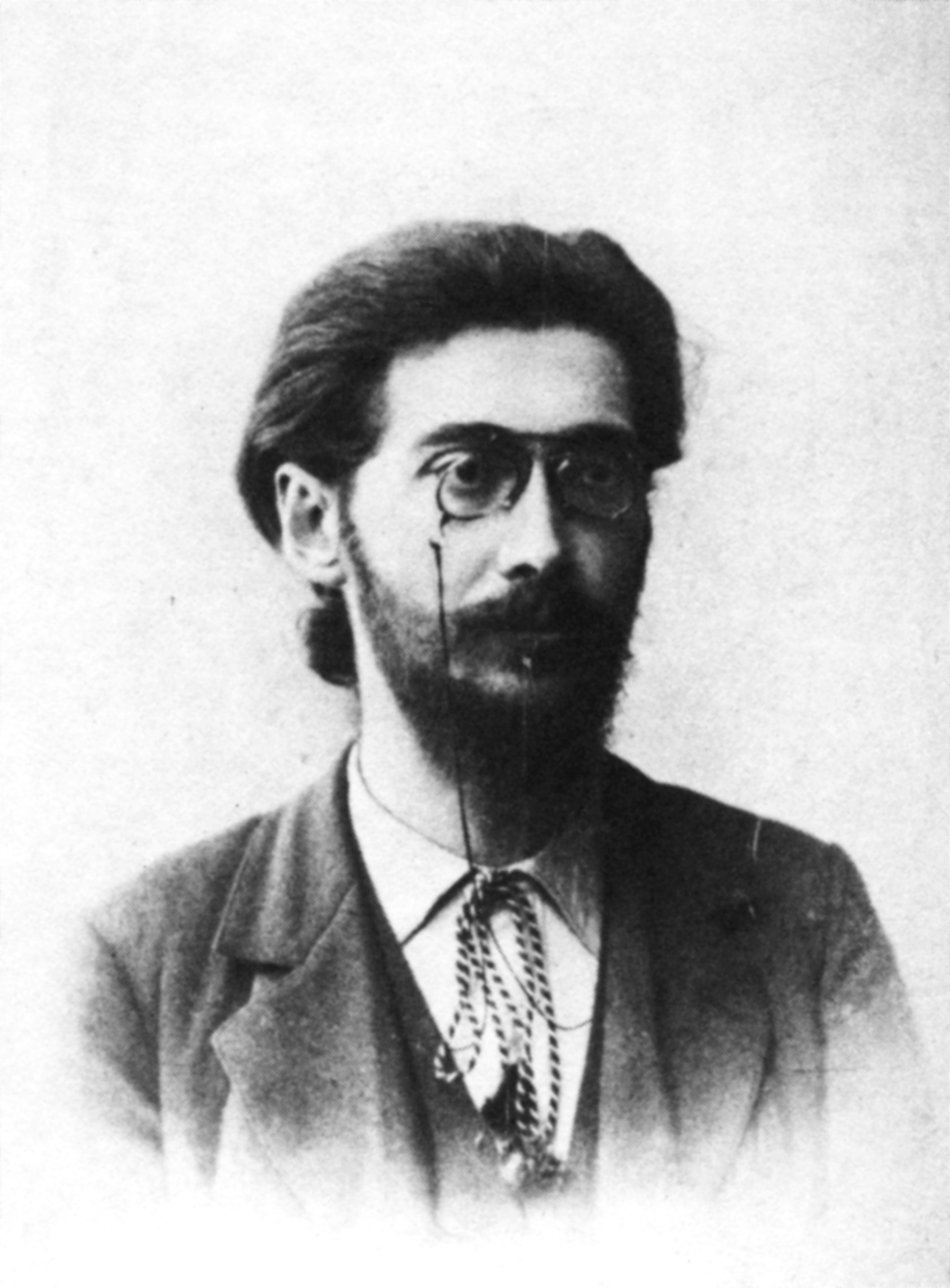
Gustav Landauer in den frühen 1890er Jahren.

Großen Einfluss auf den Anarchopazifismus hatte der US-amerikanische Schriftsteller und Naturphilosoph Henry David Thoreau (1817–1862), der vor allem mit seinem Essay Über die Pflicht zum Ungehorsam gegen den Staat eine grundlegende Abhandlung verfasste, die manchen Anarchopazifisten und Teilen der gewaltfreien Bürgerrechtsbewegung der 1960er Jahre in den USA selbst ein theoretisches Manifest lieferte, in der die Legitimation (im Sinn einer vor allem moralischen Rechtfertigung) des Zivilen Ungehorsams dargelegt wird.
In den ersten Jahrzehnten des 20. Jahrhunderts hatte der pazifistische Anarchismus in Deutschland eine gewisse öffentlichkeitswirksame Anhängerschaft. Vertreten wurden die entsprechenden Ideale beispielsweise vom deutschen Theoretiker des Anarchismus Gustav Landauer, der seine Vorstellungen in weiten Teilen von den Theorien Peter Kropotkins ableitete.

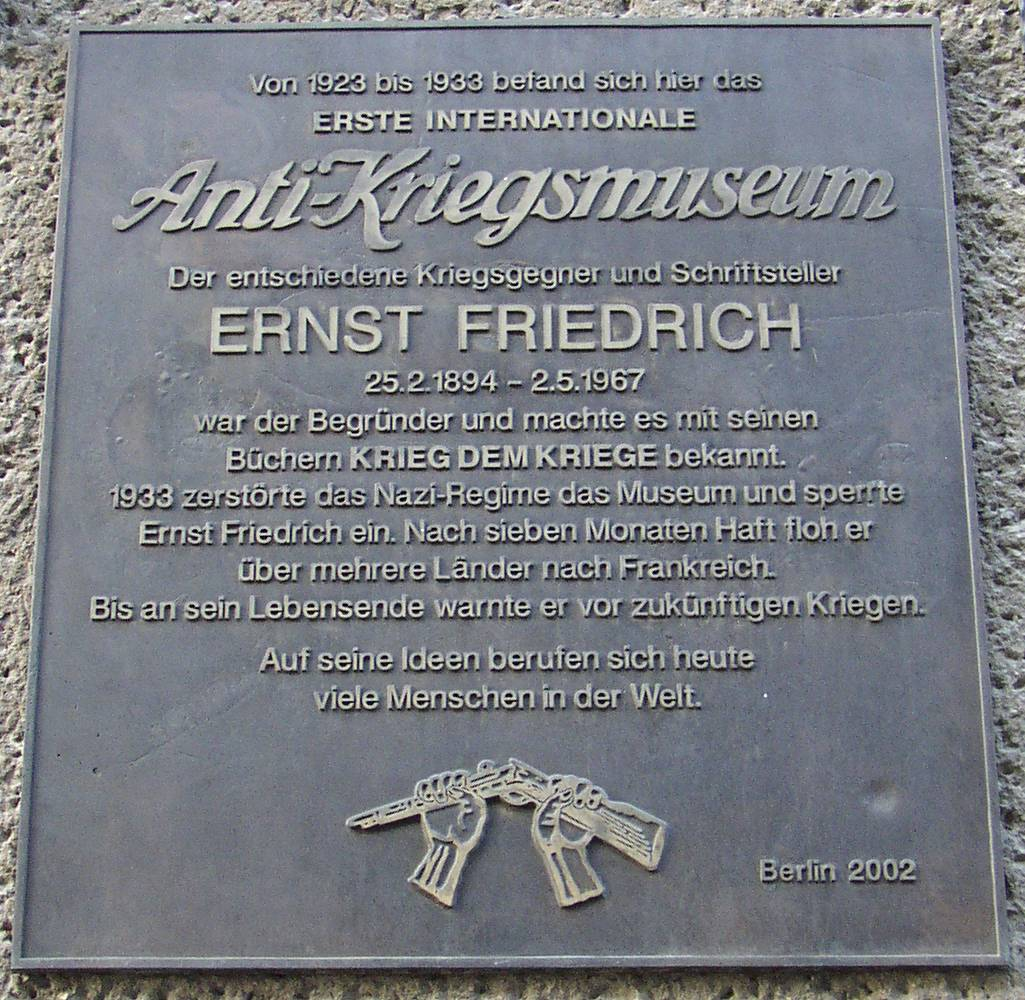
Im Jahr 2002 eingeweihte Gedenktafel am ersten Standort von Ernst Friedrichs Internationalem Anti-Kriegsmuseum in Berlin-Mitte (Parochialstr. 1–3)

Landauer und der anarchopazifistische Schriftsteller und Dichter Erich Mühsam opponierten gegen den Ersten Weltkrieg und waren während der revolutionären Ereignisse zum Ende des Krieges und unmittelbar danach an einflussreicher Stelle an der Münchner Räterepublik im April 1919 beteiligt. Nach deren gewaltsamer Niederschlagung wurde Landauer von Freikorps-Soldaten in der Haft ermordet, Mühsam saß bis 1924 eine Gefängnisstrafe ab. Im weiteren Verlauf der 1920er Jahre setzte sich Erich Mühsam in verschiedenen Zeitschriften wie beispielsweise Fanal und anderen Publikationen für die entsprechenden Ideale ein.
Der Anarchopazifist Ernst Friedrich erreichte mit seinem Buch Krieg dem Kriege von 1924 (im Wesentlichen eine abschreckende Fotodokumentation zum Ersten Weltkrieg mit einem viersprachigen Aufruf an die „Menschen aller Länder“) eine größere Leserschaft. 1925 eröffnete er in Berlin das Anti-Kriegsmuseum. Ab 1933 wurde der Anarchopazifismus in Deutschland nach der Machtergreifung durch die Nationalsozialisten zerschlagen. Erich Mühsam wurde 1934 in KZ-Haft ermordet.

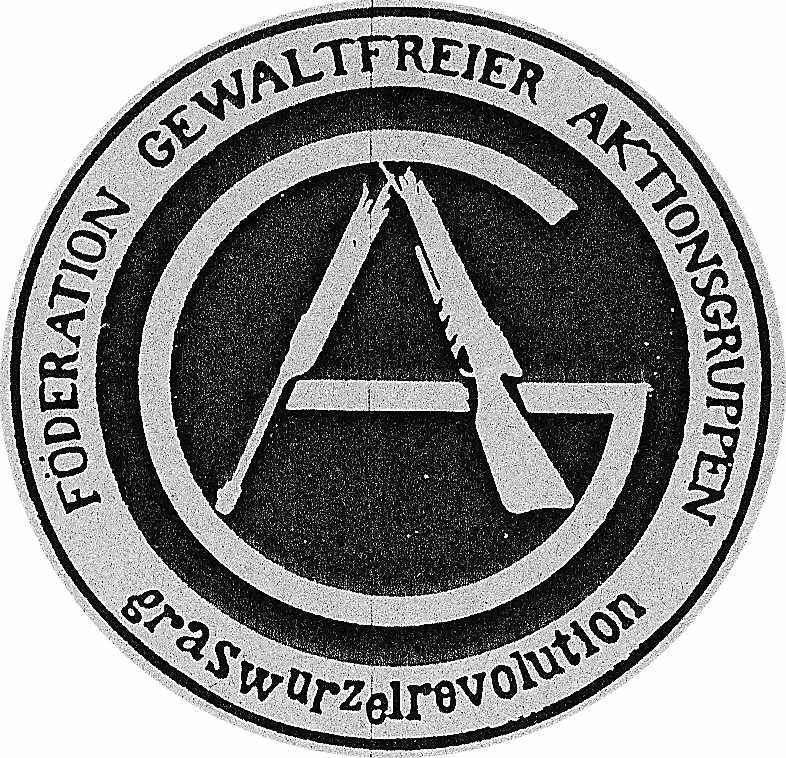
Logo der FöGA, eine Verbindung der Symbolik des anarchistischen umkreisten A mit dem antimilitaristischen zerbrochenen Gewehr

Nach dem Zweiten Weltkrieg fand der Anarchopazifismus in Deutschland über einige Jahrzehnte hinweg zunächst keine nennenswerte Basis. Anders war dies insbesondere im anglo-amerikanischen Raum. Die zunächst aus dem kulturellen Bereich der Literatur hervorgehende Beat Generation der 1950er Jahre, zum Beispiel mit Allen Ginsberg als einem ihrer bedeutendsten literarischen Vertreter, war teilweise ebenso vom Anarchopazifismus inspiriert wie die Hippie-Bewegung Mitte der 1960er Jahre und die, zum Teil aus ihr hervorgehende, zunehmend politisierte Bewegung gegen den Vietnamkrieg ab Ende der 1960er Jahre, beispielsweise mit Jerry Rubin als einem ihrer Protagonisten. Ein weiterer bekannter Vertreter des Anarchopazifismus war der britische Mathematiker und Philosoph Bertrand Russell.
Erst im Laufe der 1970er Jahre bildete sich mit der sogenannten Graswurzelbewegung, und den sich aus ihr herausbildenden Gewaltfreien Aktionsgruppen (GAs) in der Bundesrepublik Deutschland wieder eine in Relation zu davor größere Anhängerschaft von anarchopazifistischen Vorstellungen, die im Rahmen der Neuen Sozialen Bewegungen, insbesondere bei den Atomkraftgegnern oder in der Friedensbewegung der 1980er Jahre mit einer grundsätzlich antimilitaristischen Akzentuierung gegen die Nachrüstung eine nicht unbedeutende Rolle spielten. Die GAs, die sich unter dem Dach der Föderation Gewaltfreier Aktionsgruppen (FöGA) zusammengeschlossen hatten, machten durch teilweise spektakuläre Aktionen wie Blockaden vor Atomwaffenstandorten, Selbstankettungen, Bauplatzbesetzungen von umstrittenen Großprojekten und anderem auf ihre Anliegen aufmerksam.
Ein weiteres Feld anarchopazifistischen Engagements ist die Propagierung der „totalen Kriegsdienstverweigerung“, die über das in Deutschland grundgesetzlich garantierte Recht auf Kriegsdienstverweigerung aus Gewissensgründen hinaus reicht. Totalverweigerer entziehen sich vor dem Hintergrund einer Ablehnung jeglichen staatlichen Zwangsdienstes, und somit einer allgemeinen Dienstverpflichtung („Wehrpflicht“) als solcher, auch dem Zivildienst. Damit nehmen sie in Deutschland gegebenenfalls juristische Strafverfolgung mit dem Vorwurf der Desertion („Fahnenflucht“) und dem Risiko einer möglichen Inhaftierung in Kauf.
Im deutschsprachigen Raum fungiert seit 1972 die Zeitung Graswurzelrevolution als das wichtigste Sprachrohr des pazifistischen Anarchismus.
Der als junger Mann stark von Gustav Landauer geprägte und fast über das ganze 20. Jahrhundert hinweg international engagierte antimilitaristische Aktivist und Autor Augustin Souchy hatte mit seinen Veröffentlichungen einen nachhaltigen Einfluss auf die anarchopazifistische und anarchosyndikalistische Szene im deutschsprachigen Raum bis zu seinem Tod im Jahr 1984. Er trug mit zu einer relativen Renaissance des Anarchismus in der Bundesrepublik Deutschland ab den 1960er Jahren bei.
In seinen Memoiren unter dem Titel Vorsicht: Anarchist! fasst er die Motivation des anarchistischen Pazifismus für seine Person mit folgenden Worten zusammen:

„Mein herrschaftsfreies Streben galt stets der Errichtung einer gewaltlosen Ordnung an Stelle der organisierten Gewalt.“

## Symbolik
Obwohl Schwarz-Weiß als Farbkombination des gewaltfreien Anarchismus/Anarchopazifismus angeführt wird, stößt diese Farbgebung häufig auf Kritik und Ablehnung in gewaltfrei-anarchistischen Kreisen. So heißt es z. B. in der Zeitschrift Graswurzelrevolution, dass an dieser Symbolik „gar nichts [passt]“. „Eine derartige Symbolik kommt schlichtweg einer Karikatur des gewaltfreien Anarchismus gleich“ da eine weiße Flagge bekanntlich für „Kapitulation, Widerstandslosigkeit, sich Ergeben, Niederlage“ steht. „Was mit Schwarz-Weiß als vermeintlicher Farbkombination des gewaltfreien Anarchismus/Anarchopazifismus angedeutet wird, geht kilometerweit an dem vorbei, was gewaltfreier Anarchismus ist, was er in der Theorie vertritt und in der Praxis lebt.“

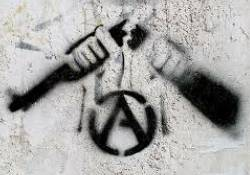
Zerbrochenes Gewehr mit A im Kreis

Das antimilitaristische Zeichen des zerbrochenen Gewehrs wird zuweilen mit dem A im Kreis verwendet und tritt als zeitgenössisches Stencil auf.

## Beurteilungen
Innerhalb des Anarchismus wird die Gewaltfreiheit nicht nur positiv beurteilt. So gehört der Anarchist und Autor Peter Gelderloos zu den Kritikern der Gewaltlosigkeit. Pazifismus als Ideologie diene gewöhnlich den Interessen des Staates und nicht der Überwindung von patriarchalen und rassistischen Strukturen. Das Verlags-Kollektiv Crimethinc ordnet „Gewalt“ und „Gewaltfreiheit“ als politisierte Begriffe, die im Diskurs uneinheitlich verwendet würden, ein. Sie argumentieren, es sei für Anarchisten nicht strategisch richtig, sich gegenseitig zu delegitimieren, anstatt dort, wo man übereinstimme, gemeinsames Handeln zu koordinieren.

### Historische Werke
- Étienne de La Boétie: Von der freiwilligen Knechtschaft. (1574) Trotzdem Verlag, Grafenau 2009, ISBN 978-3-86569-903-9
- Leo Tolstoi: Das Reich Gottes ist in Euch. (1894) Stuttgart/Leipzig/Berlin/Wien, Deutsche Verlags-Anstalt.
- Henry David Thoreau: Resistance to Government (später veröffentlicht als Civil Disobedience) (dt. Über die Pflicht zum Ungehorsam gegen den Staat) (Essay) u. a., Diogenes Verlag, ISBN 3-257-20063-3 und ISBN 3-257-06460-8
- Bertrand Russell: Wege zur Freiheit. Sozialismus, Anarchismus, Syndikalismus. (1918) Suhrkamp Verlag, Frankfurt 1971
- Ernst Friedrich: Krieg dem Kriege! Guerre à la guerre. War against War. 2 Bände, Freie Jugend, Berlin 1924 und 1926 (DNB 560487576); Reprint: DVA, München 2004, ISBN 3-421-05840-7; Neu herausgegeben vom Anti-Kriegs-Museum Berlin, mit einer Einführung von Gerd Krumeich, Links, Berlin 2015, ISBN 978-3-86153-828-8 (In einem Band).
- Clara Wichmann: Wege der Befreiung. Texte über aktive Gewaltlosigkeit 1917–1921. Herausgegeben von Gernot Jochheim, Kassel, Verlag Weber, Zucht & Co 1989, ISBN 978-3-88713-035-0

### Neuere Literatur
- Graswurzelrevolution (Hrsg.): Gewaltfreier Anarchismus. Herausforderungen und Perspektiven zur Jahrhundertwende, Verlag Graswurzelrevolution, Heidelberg 1999, ISBN 3-9806353-1-7
- Bernd Drücke (Hrsg.): ja! Anarchismus. Gelebte Utopie im 21. Jahrhundert. Interviews und Gespräche, Karin Kramer Verlag, Berlin 2006, ISBN 3-87956-307-1 (Zur Geschichte der Graswurzelrevolution siehe Kapitel 3: Gewaltfreier Anarchismus und Graswurzelrevolution, S. 114–201)
- Wolfram Beyer (Hrsg.): Kriegsdienste verweigern – Pazifismus aktuell. Libertäre und humanistische Positionen. Oppo-Verlag Berlin 2007. ISBN 978-3-926880-16-1
- ders.: Pazifismus und Antimilitarismus. Eine Einführung in die Ideengeschichte. Schmetterling Verlag Stuttgart 2012, Reihe theorie.org
- Johann Bauer: Ein weltweiter Aufbruch! Gespräch über den gewaltfreien Anarchismus der Siebzigerjahre. Mit Grundsatztexten u. a. zur Kritik der RAF und zur Göttinger »Mescalero«-Affäre, Verlag Graswurzelrevolution, Nettersheim 2009, ISBN 978-3-939045-12-0
- Howard Clark: Gewaltfreiheit und Revolution. Wege zur fundamentalen Veränderung der Gesellschaft, IDK, Berlin 2014, ISBN 978-3-9816536-1-8
- Sebastian Kalicha: Gewaltfreier Anarchismus & anarchistischer Pazifismus. Auf den Spuren einer revolutionären Theorie und Bewegung, illustriert von Daniel Grunewald, Verlag Graswurzelrevolution, Heidelberg 2017, ISBN 978-3-939045-30-4
- Arbeitsgruppe Anarchismus und Gewaltfreiheit (Hg.): Je mehr Gewalt, desto weniger Revolution. Texte zum gewaltfreien Anarchismus & anarchistischen Pazifismus. Band 1, Verlag Graswurzelrevolution, Heidelberg 2018, ISBN 978-3-939045-31-1
- Arbeitsgruppe Anarchismus und Gewaltfreiheit (Hg.): Je mehr Gewalt, desto weniger Revolution. Texte zum gewaltfreien Anarchismus & anarchistischen Pazifismus. Band 2, Verlag Graswurzelrevolution, Heidelberg 2021, ISBN 978-3-939045-41-0
- Gernot Jochheim: Antimilitarismus und Gewaltfreiheit. Die niederländische Diskussion in der internationalen anarchistischen und sozialistischen Bewegung 1890–1940. Herausgegeben von Wolfram Beyer, Verlag Graswurzelrevolution, Heidelberg 2021, ISBN 978-3-939045-44-1
- Dominique Miething: Anarchismus und Frieden. In: Handbuch Anarchismus. Herausgegeben von Thomas Friedrich. VS Springer, Wiesbaden 2024. DOI